# Ninon Vidangos
Victor Hugo Vidangos Ortega, más conocido como Ninon Vidangos, es un estilista boliviano, abogado y activista de los derechos LGBT.  Se lo conoce, sobre todo, por acompañar legalmente a personas de la comunidad LGBT y sus familias que son víctimas de crímenes de odio.

## Trayectoria
Victor Hugo Vidangos comenzó a ser llamado "Ninon" durante su adolescencia, cuando estudiaba artes dramáticas en el Taller Nacional de Teatro de La Paz, bajo la guía de la dramaturga Ninón Dávalos. Victor Hugo recuerda que admiraba mucho a su tutora y comenzó a imitarla. Desde entonces, adoptó el sobrenombre de Ninon. 
Como activista, Ninon se hizo conocida por acompañar procesos judiciales en crímenes de odio, sobre todo cometidos contra mujeres trans. Fue el abogado del caso de Dayana Kenya, una mujer trans que fue asesinada por su novio y cuya condena marcó un hito, pues fue la primera vez que en Bolivia se condenó con la pena máxima, de 30 años, un transfeminicidio.
Siendo abiertamente homosexual, en 2004 fue candidato a la alcaldía de Santa Cruz, y en 2019 fue candidato a diputado nacional por el Movimiento Al Socialismo.
El 28 de junio de 2022 el Centro de la Cultura Plurinacional (dependiente de la Fundación Cultural del Banco Central de Bolivia) organizó un homenaje en su honor. En ese espacio dijo: «He sufrido discriminación por ser migrante, homosexual y pobre».
Fue campeón nacional de corte, color y estilo el año 2011.